# Rodjaraeg Wattanapanit
Rodjaraeg Wattanapanit (...) è un'attivista thailandese che ha ricevuto l'International Women of Courage Award.

## Carriera
Wattanapanit ha co-fondato l'organizzazione non profit Creating Awareness for Enhanced Democracy (CAFÉ), che incoraggia lo scambio illimitato di pensieri. Wattanapanit è co-proprietaria di una libreria, chiamata Book Re:public, che ha co-fondato nel 2011. Wattanapanit è stato inviata nei campi militari nel 2014 per "correzione dell'atteggiamento". Al campo militare, a Wattanapanit fu chiesto di firmare un accordo per astenersi dalle attività politiche.

## Premi
Wattanapanit ha ricevuto il premio International Women of Courage 2016. Wattanapanit è stata la prima thailandese a ricevere questo premio.